# شیوا (مورتال کامبت)
شیوا (انگلیسی: Sheeva) یک شخصیت خیالی از مجموعه مورتال کامبت می‌باشد که توسط استودیو ندررلم/میدوی گیمز ساخته شده‌است. او برای اولین بار در مورتال کامبت ۳ (۱۹۹۵) ظاهر شد، او یکی از گونه‌های شوکان است که از قلمرو اخروی اوت‌ورلد مانند گورو و کینتارو ساخته شده‌است. او در حالی که نفرت تلخی از موتارو، از دشمنان قسم خورده شوکان، قنطورس، داشت، به عنوان محافظ شخصی ملکه شاهنشاهی اوت‌ورلد، سیندل خدمت کرده‌است. در راه اندازی مجدد سال ۲۰۱۱، نقش او در خط داستانی نقش محافظ و زندانبان کان است که سونیا بلید و کیتانا را در موارد جداگانه اسیر می‌کند.